# 오스트리아의 대통령
오스트리아의 연방대통령(독일어: Österreichischer Bundespräsident)는 6년 임기로 선출되는 오스트리아의 국가 원수이다. 1951년부터 국민의 직접선거를 통해 선출되고 있으며, 임기는 6년 중임제이며 1회 중임이 가능해 총 12년까지 재임할 수 있다. 대통령의 핵심권한은 총리를 임명하고, 총리의 추천에 따라 장관을 임명하는 것이다. 그외에 내각과 의회를 해산할 수 있다. 이런 권한으로 인해 오스트리아의 정치형태는 대통령제라고 정의하기도 한다.
의전 서열상 대통령이 총리이나 하원의장에 앞선다. 대통령의 관저는 빈 소재 호프부르크이다. 전임 오스트리아의 대통령의 임기가 만료되었는데도 선거무효 결정에 따라 후임이 선출되지 않아 일시적으로 공석인 상태였으나 12월 4일 결선투표에서 노르베르트 호퍼 후보가 낙선하고 알렉산더 판 데어 벨렌 후보가 당선되었다. 마지막으로 임기를 마친 대통령은 2004년 7월 8일부터 2016년 7월 8일까지 12년간 재임했던 하인츠 피셔 前 대통령이다.

## 같이 보기
- 오스트리아의 대통령 목록
- 오스트리아의 연방수상
- 오스트리아의 연방수상 목록